# سهیل ست
سهیل ست یک اپراتور ماهواره ای ارتباطات مستقر در قطر است. این شرکت با ماهواره خود تلویزیون کابلی به منازل ارائه می‌دهد و امیدوار است در آینده خدمات مرتبط با تلویزیون را نیز ارائه دهد. این شرکت اولین ماهواره قطر - سهیل ست ۱- را با همکاری اپراتور ماهواره ای اروپایی یوتلست را راه اندازی کرد. سهیل ست دارای اکثریت سهام در ماهواره و پرتاب است.

## ناوگان

### سهیل ست ۱
سهیل ست ۱، اولین ماهواره عملیاتی در ناوگان سهیل ست است که خدماتی را برای شرکتهایی از جمله BeIN Sports و الجزیره، ارائه می‌دهد که از پهنای باند ماهواره برای پخش تلویزیون HD استفاده می‌کردند. این ماهواره در اواخر سال ۲۰۱۴ از روی موشک Arianespace Arianespace پرتاب شد و در طول ۲۵٫۵ درجه شرقی قرار دارد.

### سهیل ست ۲
علاوه بر سهیل ست ۱، این شرکت دارای یک ماهواره دوم به نام سهیل ست ۲ است که در ۱۵ نوامبر ۲۰۱۸ روی یک موشک SpaceX Falcon 9 پرتاب شد. Es'hail 2 توسط شرکت میتسوبیشی الکتریک ژاپن ساخته شده‌است و در طول ۲۶ درجه شرقی در طول مدار زمینی فعالیت می‌کند تا خدمات تلویزیونی مستقیم به خانه را در منطقه خاورمیانه و شمال آفریقا ارائه دهد.